# 自由儲備
自由儲備銀行（英語：Liberty Reserve），是一個以哥斯達黎加為基地的數字貨幣服務，標榜自己為“最古老，最安全和最流行的付款處理者......服務數百萬世界各地的用戶”。該網站在其結束時有超過100萬用戶。美國聯邦檢察官認為，由於疏於安全，犯罪活動在很大程度上也未被發現，最終導致他們介入。
2013年5月，自由儲備銀行被美國聯邦檢察官根據愛國者法案關閉，在此之前自由儲備銀行被17個國家的當局調查。自由儲備銀行創始人Arthur Budovsky和其他6人被美國控以洗錢和無牌經營金融交易公司。自由儲備銀行在其歷史中傳輸了約60億美元。據檢察官說，自由儲備銀行案件“可能是由美國帶出有史以來最大宗的國際洗黑錢案”。

## 背景
總部設在哥斯達黎加，它提供數字貨幣相關的服務，允許用戶註冊並匯款給其他用戶，用戶只需要提供名字、電子郵件地址和出生日期。存款可以通過第三方進行，包括使用信用卡等。該公司不會直接處理的存款或取款。存入的款項會“轉換”為「自由儲備美元」或「自由儲備歐元」，分別與美元和歐元的價值掛鈎，或以盎司黃金掛鈎。該公司通過收取每筆交易一小筆費用（1%左右）來賺錢。交易規模沒有限制，而且是“100％不可撤銷”。除嫌疑罪犯外，該服務深受貨幣經紀公司和傳銷公司歡迎。